# شيخ جاكسون
شيخ جاكسون فيلم دراما مصري  من إنتاج عام 2017 من إخراج عمرو سلامة. تم عرض الفيلم في عروض خاصة القسم في مهرجان تورونتو السينمائي الدولي 2017. تم اختيار الفيلم للترشح لجائزة الأوسكار في نسختها ال90 لجائزة أفضل فيلم بلغة أجنبية عن جمهورية مصر العربية.

## قصة الفيلم
تعود الأحداث إلى يوم الخميس 25 يونيو 2009 بخبر وفاة (مايكل جاكسون)، خاصةً أحد الشيوخ الذي كان يلقبه الجميع بـ(جاكسون) في سنوات الدراسة، لكن ماذا يربط شيخ وإمام مسجد بأسطورة الغناء الأميركي؟ والسؤال الأهم، هل سيستطيع ممارسة حياته بشكل طبيعي بعد ذلك، أم ستعود به ذكرياته وعلاقاته بمن أحبهم؟.

## بطولة
- أحمد الفيشاوي
- ماجد الكدواني
- أحمد مالك
- أمينة خليل
- سلمى أبو ضيف
- بسمة
- درة
- منى عبد الوهاب

## فريق العمل
عمرو سلامة - مخرج
أحمد بشاري - تصوير

## وصلات خارجية
- شيخ جاكسون على موقع IMDb (الإنجليزية)
- شيخ جاكسون على موقع الدهليز
- شيخ جاكسون على موقع قاعدة بيانات الأفلام العربية
- شيخ جاكسون على موقع ألو سيني (الفرنسية)
- شيخ جاكسون على موقع أول موفي (الإنجليزية)
- شيخ جاكسون على موقع فيلمافينيتي (الإسبانية)
- شيخ جاكسون على موقع قاعدة بيانات الفيلم (الإنجليزية)
- شيخ جاكسون على موقع ليتربوكسد (الإنجليزية)
- شيخ جاكسون على موقع كينوبويسك (الروسية)